# Heilig Kreuz (Detmold)
Heilig Kreuz in Detmold ist die Pfarrkirche der gleichnamigen katholischen Kirchengemeinde im Pastoralverbund Detmold, die dem Dekanat Bielefeld-Lippe des Erzbistums Paderborn angehört.

## Geschichte
Seit 1852 nutzte die katholische Kirchengemeinde in Detmold die Pfarrkirche St. Bonifatius.
Nachdem die Mitgliederzahl gestiegen war, wurde 1917 der Bau eines neuen Kirchengebäudes beschlossen, das auch als Garnisonkirche dienen sollte. An der Finanzierung waren die Militärverwaltung, der Bonifatius-Verein und die Gemeindemitglieder beteiligt. 1937 wurde der Bauantrag für eine von Josef Lucas entworfene kreuzförmige Kirche gestellt, der aus finanziellen Gründen jedoch nicht ausgeführt wurde.
Als die Gemeinde durch den Zuzug von Flüchtlingen nach dem Zweiten Weltkrieg weiter gewachsen war, entwickelte der Dechant Augustinus Reineke die Vorstellung einer Doppelkirche mit zwei Altären. Der größere Teil sollte als Sonntagskirche für den Sonntagsgottesdienst dienen und einen frei stehenden Volksaltar enthalten, der kleinere Teil als Werktagskirche für den Werktagsgottesdienst und private Andachten.
Aus diesen Ideen entwickelten Josef Lucas und Hermann Gehrig den endgültigen Bauentwurf mit Kirchengebäude, Pfarrhaus und Gemeindehaus. Am 3. Mai 1950 wurde der Grundstein gelegt, am 11. März 1951 wurde die Kirche geweiht. Sie erhielt den Namen Heilig Kreuz.
2009 wurden das Kirchengebäude und ein Teil der Ausstattung unter Denkmalschutz gestellt.

## Beschreibung

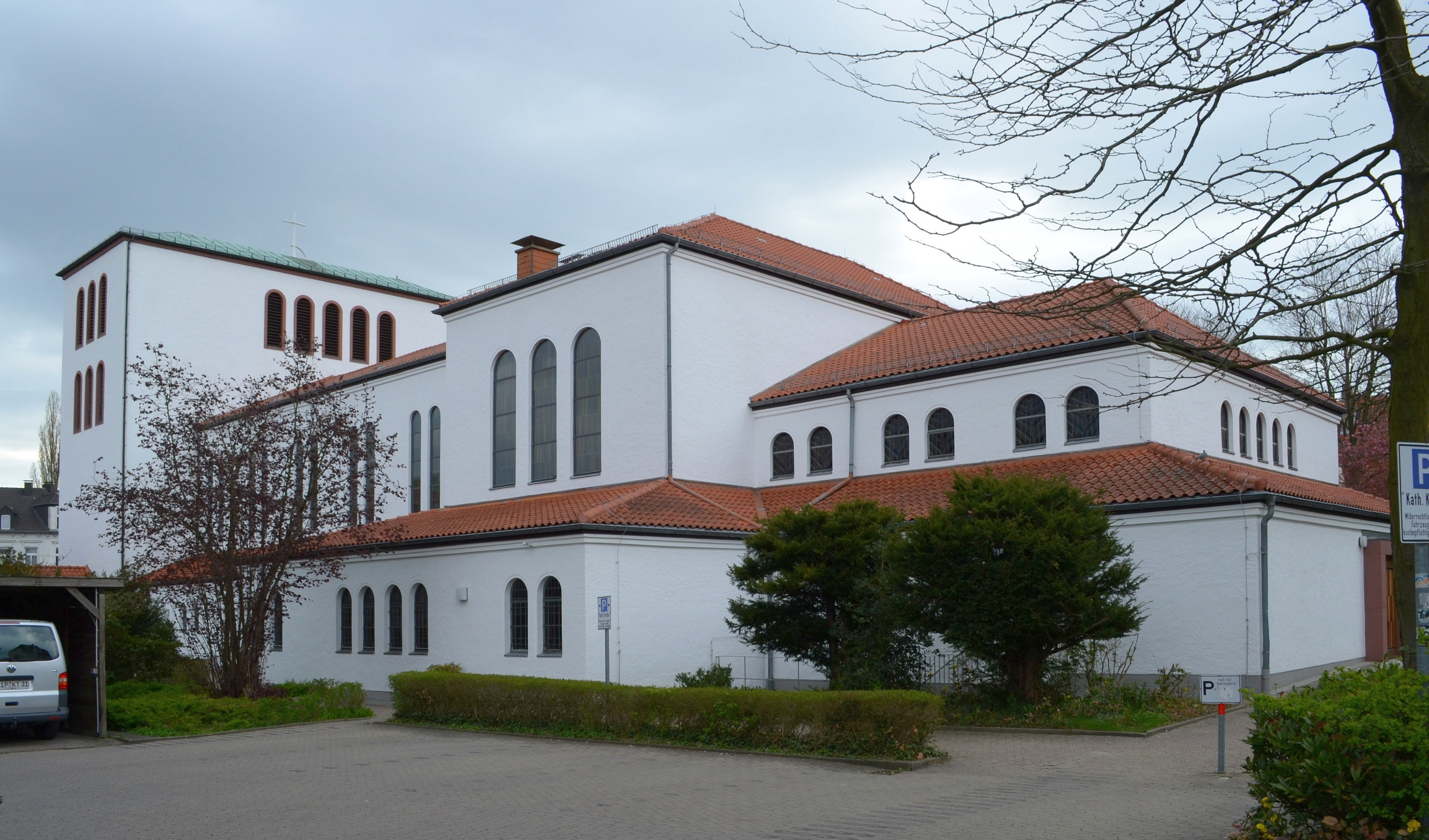
Ansicht von Westen

Die Kirche wurde in Form einer dreischiffigen Basilika mit Turmriegel aus Bims aus dem Neuwieder Becken auf einem Skelett aus Beton erbaut. Fenster und Schalllöcher sind rundbogig. Ein Querhaus trennt die Sonntagskirche im Nordosten von der Werktagskirche im Südwesten. Das Portal befindet sich im Turmriegel. Nach Westen ist die Sakristei mit Nebenräumen angebaut, nach Osten das Gemeindezentrum.

## Ausstattung
Die ältesten Kunstgegenstände sind eine hölzerne Mondsichelmadonna, die um 1520 gefertigt und um 1925 der Gemeinde geschenkt wurde, sowie ein gesticktes Antependium von etwa 1480 mit der Darstellung der Verkündigung des Herrn, das aus dem Besitz des Klosters Herzebrock stammt und 1892 nach Detmold kam.
Der überwiegende Teil der Innenausstattung stammt aus der Bauzeit der Kirche. Dazu gehören der Zelebrationsaltar, der ebenso wie der von Karl Ehlers geschaffene Taufstein aus Sandstein besteht, sowie das von Elisabeth Treskow gefertigte Hängekreuz über dem Altar (alle von 1951). Ebenfalls von 1951 stammt die Glasmalerei der Fenster in der Südwestwand der Werktagskirche. Das Rundfenster im Turmriegel wurde 1954 von Ludwig Becker gestaltet, die Fenster in den Seitenschiffen 1955 von Hubert Spierling.
In der zweiten Hälfte des 19. Jahrhunderts wurden hölzerne Figuren der Maria und des Johannes hergestellt, die vom Hochaltar der alten Pfarrkirche St. Bonifatius stammen und nun mit einem hölzernen Kruzifix von 1960 eine Kreuzigungsgruppe im nordwestlichen Umgang der Kirche bilden. Dort befinden sich außerdem ein Kreuzweg in Mosaikform sowie ein Wandmosaik mit der Auferstehung Jesu Christi, die von Albert Reinker stammen. Ein weiteres Mosaik des gekreuzigten Christus befindet sich im nebenanliegenden Gemeindesaal.

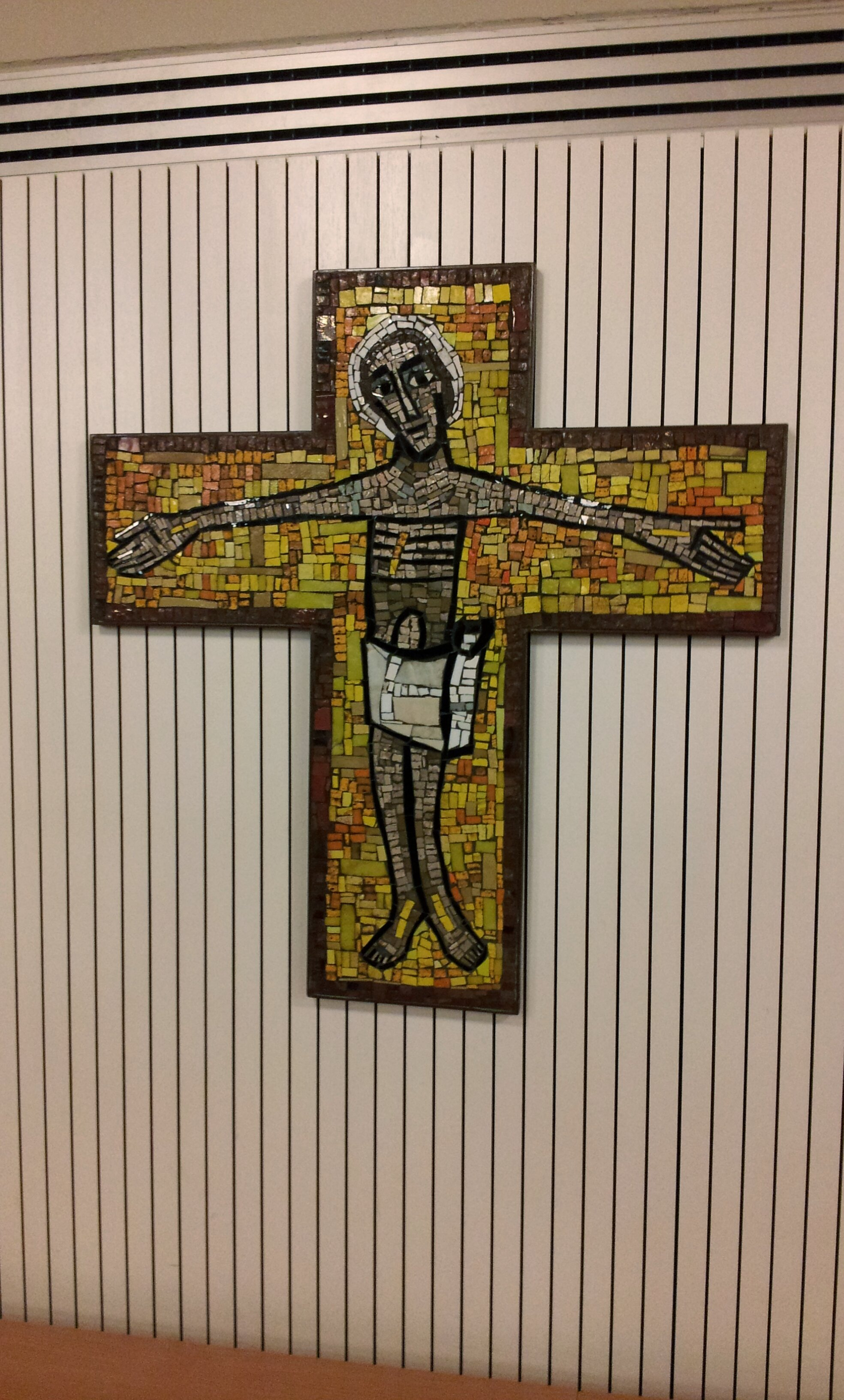
Mosaik im Gemeindehaus

Der ursprünglich in der Werktagskirche vorhandene Altar von Elisabeth Treskow wurde nach dem Sacrosanctum Concilium (1963) durch einen Tragaltar ersetzt, der ebenso wie Tabernakel und Ambo von Hermann Kunkler stammt.
Im Turmriegel befinden sich drei Glocken aus Stahlguss, die 1950 und 1951 beim Bochumer Verein gegossen wurden. Sie sind Bonifatius (nach dem alten Patrozinium), Maria (nach dem 1453–1602 in Detmold bestehenden Kloster Marienanger der Augustinerinnen) und Vitus (Schutzpatron Detmolds bis zur Reformation) geweiht und erklingen in f', as' und b'.

### Orgel

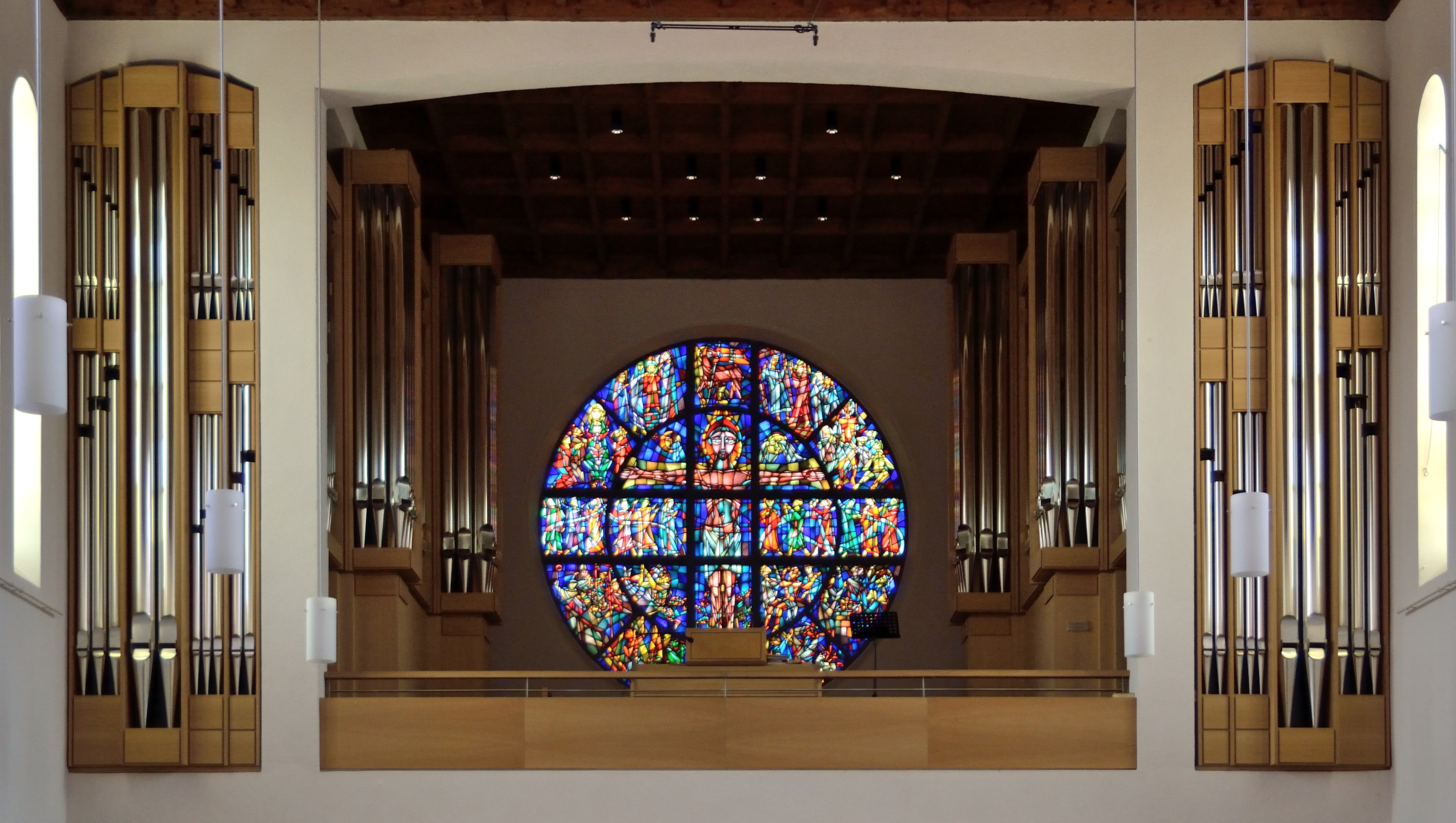
Schuke-Orgel von 2010

Seit den 1950er Jahren waren die Sonntagskirche und die Werktagskirche jeweils mit einer Breil-Orgel ausgestattet. Im Jahre 2010 wurde die Orgel der Sonntagskirche durch eine neue Konzertorgel ersetzt, die von dem Orgelbauer Karl Schuke (Berlin) erbaut wurde, und auch von der Hochschule für Musik Detmold genutzt wird. Die Orgel hat 62 Register (ca. 4.000 Pfeifen) auf drei Manualen und Pedal. Das Positiv (II. Manualwerk) ist schwellbar. Die Disposition orientiert sich maßgeblich an den Klangidealen der deutschen und französischen Romantik, ermöglicht aber die Darstellung einer breiten Palette von Orgelliteratur – von barocker und vorbarocker bis zu zeitgenössischer Orgelmusik. Das Instrument ist mit einigen seltenen bautechnischen Besonderheiten ausgestattet, u. a. einem Mixtursetzer für alle Werke und einer Pizzicato-Koppel Hauptwerk/Pedal.
| I Hauptwerk C–c4 |                   |        |
| 01.              | Principal         | 16′    |
| 02.              | Principal         | 08′    |
| 03.              | Doppelflöte       | 08′    |
| 04.              | Rohrflöte         | 08′    |
| 05.              | Viola da Gamba    | 08′    |
| 06.              | Oktave            | 04′    |
| 07.              | Gemshorn          | 04′    |
| 08.              | Quinte            | 02 ⁄3′ |
| 09.              | Oktave            | 02′    |
| 10.              | Cornett V (ab f0) | 08′    |
| 11.              | Mixtur Major V-VI | 02′    |
| 12.              | Mixtur Minor IV   | 01′    |
| 13.              | Trompete          | 16′    |
| 14.              | Trompete          | 08′    |
| 15.              | Chamade           | 08′    |

| II Schwell-Positiv C–c4 |                       |        |
| 16.                     | Violone               | 16′    |
| 17.                     | Singend Principal     | 08′    |
| 18.                     | Konzertflöte          | 08′    |
| 19.                     | Salicional            | 08′    |
| 20.                     | Quintade              | 08′    |
| 21.                     | Bordun                | 08′    |
| 22.                     | Flötenprincipal       | 04′    |
| 23.                     | Rohrflöte             | 04′    |
| 24.                     | Dolce                 | 04′    |
| 25.                     | Sesquialtera II       | 02 ⁄3′ |
| 26.                     | Waldflöte             | 02′    |
| 27.                     | Larigot               | 01 ⁄3′ |
| 28.                     | Harmonia aetheria III |        |
| 29.                     | Scharff IV            | 01 ⁄3′ |
| 30.                     | Rankett               | 16′    |
| 31.                     | Cromorne              | 08′    |
| 32.                     | Klarinette            | 08′    |
| 33.                     | Vox humana            | 08′    |
|                         | Chamade (= Nr. 15)    | 08′    |

| III Schwellwerk C–c4 |                    |         |
| 34.                  | Bourdon            | 16′     |
| 35.                  | Geigenprincipal    | 08′     |
| 36.                  | Flûte harmonique   | 08′     |
| 37.                  | Lieblich Gedackt   | 08′     |
| 38.                  | Gambe              | 08′     |
| 39.                  | Aeoline            | 08′     |
| 40.                  | Voix céleste       | 08′     |
| 41.                  | Oktave             | 04′     |
| 42.                  | Traversflöte       | 04′     |
| 43.                  | Nazard             | 02 ⁄3′  |
| 44.                  | Flageolett         | 02′     |
| 45.                  | Terz               | 01 3⁄5′ |
| 46.                  | Piccolo            | 01′     |
| 47.                  | Fourniture V       | 02 ⁄3′  |
| 48.                  | Basson             | 16′     |
| 49.                  | Trompette harm.    | 08′     |
| 50.                  | Hautbois           | 08′     |
| 51.                  | Clairon            | 04′     |
|                      | Chamade (= Nr. 15) | 08′     |

| Pedal C–g1 |                    |     |
| 52.        | Untersatz          | 32′ |
| 53.        | Principalbaß       | 16′ |
| 54.        | Subbaß             | 16′ |
| 55.        | Violonbaß          | 16′ |
| 56.        | Octavbaß           | 08′ |
| 57.        | Baßflöte           | 08′ |
| 58.        | Violoncello        | 08′ |
| 59.        | Choralbaß          | 04′ |
| 60.        | Kontraposaune      | 32′ |
| 61.        | Posaune            | 16′ |
| 62.        | Trompete           | 08′ |
| 63.        | Trompete           | 04′ |
|            | Chamade (= Nr. 15) | 08′ |

- Anmerkungen:

1. ↑  Extendiertes Register zu Nr. 54.
2. ↑  Extendiertes Register zu Nr. 61.